# Принц и играчица
Принц и играчица (енгл. The Prince and the Showgirl) је америчка драма из 1957. редитеља Лоренса Оливијеа са Оливијеом и Мерилин Монро у главним улогама.

## Радња
Године 1911. у Лондон стиже принц Чарлс са сином Николасом да би присуствовао крунисању краља Џорџа. Чарлс на свечаности упознаје Американку Елси Марину, спонтану али реалну девојку. Рађа се обострана љубав, али је Елси свесна да ће њен нижи друштвени статус бити велика препрека њиховој вези.

## Улоге
| Глумац         | Улога         |
| -------------- | ------------- |
| Лоренс Оливије | Принц Чарлс   |
| Мерилин Монро  | Елси          |
| Сибил Торндајк | Краљица-удова |
| Џереми Спенсер | краљ Николас  |
| Пол Хардвик    | Домо          |